# 壬田镇
壬田镇，是中华人民共和国江西省赣州市瑞金市下辖的一个乡镇级行政单位。

## 行政区划
壬田镇下辖以下地区：
中华街社区、下街村、洗心村、长胜村、柏坑村、沙下村、中潭村、圳头村、青龙村、凤岗村、车头村、横坑村、高轩村、大龙村和桥岭村。